# Flavius Honorius
Kejser Honorius (latin: Flavius Honorius Augustus, 9. september 384- 15. august 423) var vestromersk kejser 395-423. Han var søn og efterfølger af Theodosius I den Store og var officiel medkejser fra 393, selv om han kun var et barn. Honorius var 10 år gammel, da hans far døde, og han blev indsat som kejser af det Vestromerske Rige.
Efter Romerrigets deling i 395 i en vestlig og en østlig del gik det vestlige rige ind i en nedgangsperiode, der sluttede med rigets undergang omkring 80 år senere. Honorius var i begyndelsen af sin regeringstid kontrolleret af general Flavius Stilicho, der først var hans værge. Da Honorius blev voksen, sørgede Stilicho for at blive hans svigerfar. Stilichos evner som hærfører sikrede en vis stabilitet, men efter hans henrettelse i 408 lå riget åbent for invasioner og Honorius var ikke i stand til at forhindre forfaldet.

## Opvækst
Honorius blev født 9. september 384 i Konstantinopel, som søn af Aelia Flaccilla og den romeske general Flavius Theodosius, der siden januar 379 havde været romersk medkejser med ansvar for den østlige del af riget. Kejser Valentinian II var officielt den ledende kejser som søn af kejser Valentinian I, men han døde i 392, og Theodosius blev den øverste kejser. Den 23. januar 393 blev den otte-årige Honorius af sin far Theodosius udnævnt til medkejser for den vestlige del af romerriget.

## Regeringstid
Theodosius havde planlagt en egentlig deling af Romerriget uden en førstekejser, og da han blev syg og døde 17. januar 395, blev denne plan realiseret. Østriget tilfaldt Honorius' ældre bror Arcadius, og Honorius blev selv den første vestromerske kejser. Fra dette tidspunkt var Romerriget delt i et Øst- og Vestrige.

### Med Stilicho ved roret
Stilicho var af vandalsk-romersk afstamning, men alt tydede på, at han følte sig som ægte romer. Hans militære talent stod tidligt klart, og Theodosius, der var medkejser for rigets østlige del, knyttede ham allerede i år 384 til sin familie, idet Stilicho blev gift med Thedosius' niece Serena. Stilicho var Theodosius' næstkommanderende i slaget ved Frigidus i 394, og han gled naturligt ind i rollen som den unge kejsers rådgiver. Stilicho sørgede i 398 for at familiebåndene blev yderligere udbygget ved ægteskab mellem Honorius og Maria, datter af Stilicho og Serena. Den unge Honorius ser ikke ud til at have haft særlig interesse for sin hustru, og i følge samtidige beretninger var hans største fornøjelse at opdrætte fjerkræ.
Der blev brug for Stilichos evner som hærfører i 401, da en gotisk hær invaderede Italien under ledelse af Alarik. Goterne fejede al modstand til side og satte kurs mod Milano, hvor kejseren havde residens. Honorius flygtede, men Stilicho samlede sine tropper, og påskesøndag 402 tørnede de to hære sammen ved Pollentia (det nuværende Pollenzo). Det blev en blodig affære, hvor ingen af parterne var klare vindere, men til slut trak goterne sig og drog tilbage til Illyrien. Flugten fra Milano medførte, at Honorius i 401 flyttede sin residens til Ravenna, som var kraftigt befæstet og som i tilgift var omgivet af store sumpområder, der besværliggjorde en belejring. Selv om den nye hovedstad var meget lettere at forsvare og også havde en beskyttet havn, så betød den noget isolerede beliggenhed, at de tropper, der var samlet i byen, kun i ringe omfang kunne benyttes til forsvaret af det øvrige Italien. Ravenna fungerede som vestrigets hovedstad til den sidste kejser blev afsat i 476. Ostrogoterne beholdt den som hovedstad, og da den kom under østromersk (byzantinsk) herredømme, blev den residens for deres guvernør (exarch).
I begyndelsen af 400-tallet var hunnerne på ny i bevægelse mod vest, og de folkeslag, de mødte, havde valget mellem at underkaste sig, kæmpe mod hunnerne, eller selv at søge videre vest- og sydpå - ind i Romerriget. En stor gruppe gotere under ledelse af Radagaisus valgte den sidste løsning og forlod det nuværende Ungarn med kurs mod Norditalien i 405. Mens goterne plyndrede i Norditalien, samlede Stilicho en hær, blandt andet med hunniske lejetropper, leveret af høvdingen (kongen) Uldin, og Radagaisus blev overvundet i 406. Mange af hans tropper blev solgt som slaver, mens andre blev hvervet til den romerske hær, og Peter Heather ser dette som et tegn på, at Stilicho havde lavet en underhåndsaftale med en gruppe af goterne. Radagaisus selv blev fanget, og han blev henrettet 23. august 406. Flere historikere mener, at presset fra hunnerne også spillede en afgørende rolle i den beslutning, der blev taget blandt alaner, vandaler og sveber om at forlade deres hidtidige landområder og krydse Rhinen nær Mainz den 31. december 406 og dermed invadere Romerriget. Invasionen var i første omgang umulig at standse, og angriberne spredte sig plyndrende og hærgende over hele Gallien. Hovedparten af de romerske tropper var stationeret langs grænsen ved Rhinen, og de små og spredte garnisoner inde i landet var chanceløse mod overmagten.
Hjælpen kom ikke fra Italien, men fra provinsen Britannien. Som en af rigets fjerneste besiddelser havde provinsen ikke den store indflydelse på rigets ledelse, men soldaterne i provinsen gjorde flere gange oprør, og valgte deres egne modkejsere. I år 407 kårede de generalen Flavius Claudius Constantinus til kejser, og han tog tropperne med over Kanalen og gik i land i Boulogne i foråret 407. Constantinus, der i eftertiden er kendt som Konstantin 3., vandt flere træfninger mod barbarerne og han blev efterhånden anerkendt som kejser af tropperne langs Rhinen. Han indgik aftaler med germanerne på den anden side af Rhinen, og da freden var sikret, kunne han sende tropper sydpå til det indre Gallien for at fordrive de invaderende stammer. Modstanderne var ikke interesserede i åben kamp, så de trak længere sydpå, mod Pyrenæerne og Spanien. Stilicho havde ikke tropper nok til at sende en stor hær til Gallien, så han nøjedes med en mindre styrke under den gotiske general Sarus. De kunne blot konstatere, at Konstantin havde sat sig solidt på provinsen, hvorefter de returnerede med uforrettet sag. Mod øst havde Stilcho en plan om at løsrive provinserne i Dacia og Macedonia fra østriget, og overføre dem til vestriget. En vigtig baggrund for dette ønske lå i, at de traditionelt var leveringsdygtige i tropper til hæren. Det indgik i planen, at Alariks gotere, der opholdt sig i det samme område, skulle støtte Stilicho, men invasionen i Gallien satte en stopper for projektet, og da Alarik forlangte 4.000 pund guld til dækning af sine udgifter til krigsforberedelse, fik Stilicho sat igennem, at det romerske senat bevilgede pengene i 408.
I Italien forsøgte Stilicho at befæste sin stilling. Hans datter Maria, der var gift med kejser Honorius, døde i 407, så i 408 fik Stilicho i stedet kejseren gift med den anden datter Thermantia. I maj 408 døde kejser Arcadius i Konstantinopel, og selv om Honorius havde planer om at besøge hans unge søn og efterfølger, fik Stilicho ham talt fra det. Meningen var, at Stilicho selv ville af sted, men begivenhederne løb fra ham. Hans popularitet var på hastig retur, og da kejser Honorius tog på en inspektion af tropperne i Italien - uden Stilicho - lykkedes det ministeren Olympius at overbevise kejseren om, at Stilicho var ude på selv at overtage kejsermagten, og at han ønskede at give magten i det østromerske rige til sin søn Eucherius. Kejseren gav ordre til, at Stilicho skulle arresteres, og 23. august 408 blev han henrettet efter at være fundet skyldig i forræderi. Eucherius flygtede til Rom, men få måneder senere blev han ligeledes fanget og henrettet. Kejserens nye hustru Thermantia blev bortvist fra hoffet - i følge folkeviddet stadig lige så jomfruelig som sin afdøde søster.

### Mellemspil med Olympius
Olympius gjorde, hvad han kunne for at befæste sin nyvundne magt. Stilichos tilhængere blev tortureret og dræbt, og i garnisonsbyerne gik de romerske tropper i gang med at nedslagte deres gotiske, vandalske og hunniske hjælpetropper og deres familier. De tropper, der undslap myrderierne, hærgede først i landdistrikterne, og sluttede sig derefter til Alarik. Senatet pustede til ilden ved at tøve med den aftalte betaling til Alarik, og resultatet blev, at Alarik invaderede Italien og stod foran Roms porte i november 408. Alarik indledte straks en belejring af byen, der blev helt afskåret fra omverdenen. Hverken Olympius eller for den sags skyld kejser Honorius gjorde noget for at hjælpe, og i december 408 var nøden i byen så stor, at senatet besluttede at indlede forhandlinger. Alariks pris for at hæve belejringen var 5.000 pund guld, 30.000 pund sølv, 4.000 tunikaer af silke, 3.000 skarlagenfarvede huder og 3.000 pund peber. Denne gang sørgede senatet for at opfylde aftalen, selv om det betød, at byens templer og kirker blev ribbet for guld og sølv, så mange kunstværker på den måde gik tabt. Alarik ønskede at få en officiel tilladelse til at bosætte sine gotere i provinserne Venetia, Noricum og Dalmatia og til sig selv ønskede han titlen som magister ultrisque militiae (chef for hele militæret), som Stilicho havde haft. Olympius havde stadig indflydelse nok til at få planerne afvist, og som reaktion satte Alarik igen kursen mod Rom, og en sending opskræmte senatorer skyndte sig til kejseren i Ravenna for at få ham overbevist om, at man var nødt til at føje goterne. Olympius var desavoueret, og han mistede grebet om magten.

### Goterne i Rom
I foråret 409 så situationen uoverskuelig ud for det vestromerske kejserrige. Tre forskellige rådgivere forsøgte efter tur at styre riget på kejserens vegne, men ingen af dem kunne stille noget op. Først kom præfekten Jovius, der var udpeget af Stilicho, men som havde været i Illyrien for at forhandle med goterne, da udrensningerne efter Stilicho fandt sted, og som på den måde havde klaret sig igennem. Jovius ønskede fred med goterne, idet han indså, at riget ikke havde tropper nok til at møde dem i åben kamp, og slet ikke tropper nok til samtidigt at forsvare grænserne mod Konstantin i Gallien. Honorius var så opskræmt over tanken om en invasion fra Gallien, at han sendte Konstantin en purpurfarvet dragt, som tegn på anerkendelse af hans kejserværdighed. Kejser Honorius valgte af uransalige grunde netop dette tidspunkt til at trumfe sin egen vilje igennem, og han gik imod indrømmelser til goterne, og som Norwich skriver, kunne han dårligt have valgt en værre timing. Alarik firede på sine krav, men da han ingen vegne kom med forhandlinger, førte han for tredje gang sin hær mod Rom, og indledte sin anden belejring af byen. I slutningen af året 409 forhandlede han med byens senat, og fik dem til at vælge Roms præfekt Priscus Attalus til modkejser. Attalus udnævnte Alarik til øverstkommanderende for hæren, belejringen blev ophævet, og Alarik gik i gang med at erobre de norditaliensk byer. Honorius' stædighed var hurtigt overstået. Han sendte en purpurkåbe til Attalus som tegn på anerkendelse af kejserværdigheden - så nu var der tre kejsere i Vestriget. Det eneste, Honorius ønskede til gengæld, var selv at få lov til at beholde kejserværdigheden. De samtidige kilder fortæller, at han var tæt på at opgive det hele, og flygte til sin nevø, kejseren i Konstantinopel, men netop da ankom der en flåde med forstærkninger fra den unge kejser Theodosius' hær. På samme tid fik Alarik problemer på en anden front. Hæren i provinsen Afrika (det nuværende Tunis) var forblevet loyal mod Honorius, og nu ophørte provinsen med at sende de livsvigtige forsyninger af korn og andre fødevarer til Rom. Attalus var nødt til at løse problemet, inden hungersnøden bredte sig i byen, men han ville ikke sende gotere mod de romerske soldater, og kunne derfor intet udrette. Alarik havde ikke brug for en selvrådig, ineffektiv kejser, så han kaldte Attalus til sin lejr i Rimini og afsatte ham resolut i juli 410. Alarik gjorde endnu et forsøg på at få en forhandlingsløsning med Honorius, men inden forhandlingerne kom i gang, angreb en romersk styrke nogle af hans forposter, og så havde Alarik fået nok. Han ledte for fjerde gang hæren mod Rom, og indledte sin tredje belejring. Byen var allerede på randen af hungersnød, og belejringen blev kort. Få dage senere blev den Salariske port åbnet, og goterne strømmede ind. Erobringen af Rom, i august 410, fandt sted 800 år efter, at byen sidst var blevet indtaget - af kelterne i 390 f.Kr. Byen blev to gange senere belejret og plyndret (i 1084 og 1527), men goternes erobring var langt den mest civiliserede. Kelterne havde brændt hele byen af, med undtagelse af fæstningen på Kapitol-højen, som de ikke kunne indtage. Goterne nøjedes med at brænde senatet ned, som en symbolsk handling. Goterne var kristne (arianere), og skønt de fjernede et 2.000 punds sølvkar fra Lateranpaladset, så fik kirkesølvet i Peterskirken lov til at ligge i fred. I det hele taget var Alarik i følge Peter Heather slet ikke interesseret i at plyndre byen. Alarik havde ønsket en forhandlingsløsning, hvor hans gotere legitimt kunne bosætte sig i Italien og få garanti for forplejning i kraft af hans stilling som hærfører. Efter to år i landet var intet lykkedes, og erobringen af Rom var mest et rap over fingrene til det romerske senat, plus tilvejebringelsen af midler til at holde tropperne loyale. Skønt erobringen ikke medførte de store materielle skader, gjorde den alligevel et stort indtryk i Romerriget. Mange ikke-kristne påstod, at dette var straffen for, at man havde svigtet de gamle guder, og var gået over til en ny religion. Der var brug for et kristent modsvar, og det kom fra Augustin, der i Nordafrika begyndte at prædike om, at Romerriget havde lidt store nederlag i fortiden, uden at man havde givet religionen skylden. Han betonede også forskellen mellem de menneskeskabte byer og Guds By, og fra 413 begyndte han at udgive et bogværk med denne titel ("Om Guds stad"), hvor han udbyggede sine betragtninger.
Alarik forlod Rom og drog denne gang mod syd. Hans nye plan var at sejle til Nordafrika, men en storm ødelagde den flåde, han havde samlet, og i slutningen af 410 blev han syg og døde i Cosenza i Calabrien. Han blev afløst af svogeren Ataulf, der opgav de afrikanske planer, og i stedet førte goterne mod nord. Goterne manglede fortsat en fast base, der kunne brødføde dem, og for at opnå dette førte Ataulf dem i 411 til Gallien. Præfekten Jovius havde sluttet sig til goterne, da Honorius desavouerede ham i 410, og hans afløser ved kejserens hof var eunukken Eusebius. Han holdt kun kort og blev slået ihjel med køller i overværelse af kejser Honoriu på ordre fra den næste stærke mand, generalen Allobichus. Han holdt heller ikke længe, og efter en anklage om forræderi blev han myrdet på ordre fra imperiets nye stærke mand, Constantius.

### Constantius stabiliserer riget
Constantius rykkede frem i forreste geled omkring årsskiftet 410/411. Han var illyrer som Stilicho, fra området omkring Naissus (Niš), og havde først gjort tjeneste i den østlige hær, men var derefter kommet til hæren i vest, formentlig i forbindelse med nedkæmpningen af Eugenius i 392-393. Constantius havde, ud over den nødvendige eliminering af Allobichus, endnu et regnskab at gøre op. Alt tyder på, at han ønskede at hævne Stilicho, for han fik dennes banemand Olympius slået ihjel med stokkeslag. Goternes indtog i Gallien betød, at den militære situation i Italien med ét slag var ændret til det bedre. Der blev endelig mulighed for at frigøre tropper til at indlede en offensiv mod kejser Konstantin i Gallien.
Tidspunktet var velvalgt, for Konstantin havde store problemer. Hans general i Spanien, Gerontius, havde gjort oprør, og han havde i 409 kåret Maximus til romersk kejser. Gerontius drog ind i Gallien, hvor han ved Vienne besejrede en styrke under en ledelse af Konstantins søn Constans så eftertrykkeligt, at Constans selv blev dræbt. Gerontius fortsatte mod Konstantins residensby Arles, hvor han indledte en belejring. I det nordlige Gallien havde den gallisk-romerske adelsmand Jovinus udråbt sig selv til kejser i 411, og i 412 gjorde han sin bror Sebastianus til medkejser.
I 411 stod Constantius foran Arles. Først gjorde han kort proces med Gerontius' belejringsstyrker. Den slagne general trak sig tilbage til Spanien, men da hans tropper gik over til Constantius, så han ingen anden udvej end at begå selvmord. Hans kejser, Maximus, i Spanien, gjorde sig hastigt usynlig - efter sigende ved at flygte til de alanske, vandalske eller svebiske områder i landet. Konstantin havde endnu en general i Gallien, Edobichus, og han samlede de resterende soldater, inklusive frankiske og alemanniske hjælpetropper, og drog mod Arles for at undsætte sin kejser. Også disse tropper blev overvundet af Constantius, og Konstantin var nu parat til at forhandle. Han fik løfte om at beholde livet, mod at overgive sig til kejser Honorius i Ravenna. Undervejs blev han myrdet, og det var kun hans afhuggede hoved, der nåede frem til Ravenna 18. september 411.
Det var lykkedes den selvudråbte kejser Jovinus at skabe en alliance med Ataulfs gotere. Frem for at risikere et felttog mod de massive gotiske styrker gik Constantius i gang med de diplomatiske virkemidler. Det lykkedes ham i 413 at få goterne til at skifte side, og så var modkejser Jovinus også parat til at overgive sig. Historien gentog sig - også han blev myrdet på vej til Ravenna, og hans hoved ankom til byen på et spyd 30. august 413. Mens Constantius havde travlt i Gallien, gjorde general Heraclianus, som havde støttet Honorius med penge fra Nordafrika, da det så mørkest ud i 409-410, landgang i Italien i foråret 413. Måske følte hans sig forfordelt, skønt han netop var blevet belønnet for sin loyalitet med titlen som den ene af årets konsuler. Han led nederlag i Italien, og da han kom tilbage til Kartago senere på året, blev han ombragt af Constantius' lejemordere. For første gang siden barbarernes indfald i 406 havde den romerske øverstkommanderende nu rådighed over alle tropperne i vestriget, og tiden var endelig moden til et opgør med barbarerne.
I efteråret 413 sendte Constantius for første gang tropper mod goterne for at afprøve deres styrke. Den gotiske hær vurderes til at have omfattet omkring 20.000 mand, da den forlod Illyrien. Hertil kom omkring 10.000 mand, der sluttede sig til hæren i 408 efter de etniske udrensninger i den romerske hær. Man regner med, at yderligere omkring 10.000 gotiske mænd sluttede sig til styrkerne i takt med, at slaverne i Italien slap løs i 408-410. Det var således en styrke på op mod 40.000 mand, plus kvinder, børn og husdyr, der i 413 havde taget ophold i Sydfrankrig, omkring Narbonne. Constantius var klar over, at han ikke kunne besejre goterne militært, så han valgte i stedet at forsøge at sulte dem ud. Goterne havde taget to prominente fanger med sig fra Rom, den tidligere modkejser Attalus og kejser Honorius' søster, Galla Placidia. I følge de samtidige historikere ønskede Ataulf selv at indtage pladsen som romersk kejser, og det så de som begrundelse for, at han i januar 414 giftede sig med Galla Placidia. Han udpegede imidlertid ikke sig selv som kejser, men udråbte i stedet Attalus igen. Galla Placidia blev gravid, og fødte i slutningen af 414 sønnen Theodosius, der som efterkommer i lige linje af kejser Theodosius stod som arving til den romerske kejsertitel, især fordi Honorius ikke havde børn (og aldrig fik det).. Constantius blokerede imidlertid de land- og søveje til goterne, han kunne, og i begyndelsen af 415 var goterne løbet tør for forsyninger, og de måtte drage til Spanien for at finde nye. Theodosius døde som spæd i 415, og i løbet af sommeren var der så megen utilfredshed blandt goterne, at de vendte sig mod Ataulf. Han blev alvorligt såret under opgøret og døde kort efter. Hans efterfølger Sergeric holdt kun syv dage, og blev afløst af Wallia. Den nye leder for goterne var parat til at forhandle med romerne: Han sendte Galla Placidia retur til Honorius og fik til gengæld 600.000 modii hvede. Goternes dominerende rolle i romersk politik var herefter slut, og de indgik i stedet som allierede i kampen mod de øvrige barbarer. Attalus' kejserværdighed blev også kort i denne omgang. Da goterne drog til Spanien, blev han efterladt og fanget af romerne. I 416 kørte Honorius som den ene af årets konsuler i triumftog gennem Rom, med Attalus bundet til sin stridsvogn. Straffen til Attalus blev i øvrigt den samme som han havde truet Honorius med: Han mistede to fingre på højre hånd, og blev forvist til en af de mindste Lipariske øer.
Store del af Spanien havde siden 411 været besat af de stammer, der i 406 gik over Rhinen, og besættelsen havde kostet kejserriget dyrt i manglende skatter og afgifter. I 416 var den nye romersk-gotiske alliance parat til at slå igen. Historikeren Hydatius beretter:
| Citat | Alle de silingske Vandaler i Baetica blev udslettet af kong Wallia. Alanerne, som regerede over vandalerne og sveberne, led så store tab mod goterne, at, da deres konge, Addax, var død, havde de få overlevende ikke længere tanke for deres eget kongerige, men stillede sig under beskyttelse af Gunderik, kongen af de (hasdingske) vandaler, der havde bosat sig i Gallaecia. | Citat |
|       | |       |

I 418 var felttoget slut, og Constantius gav goterne land i Aquitanien i Sydfrankrig, i Garonne-dalen mellem Bordeaux og Toulouse, hvor de kunne dyrke jorden og brødføde sig selv. Her var de godt af vejen i forhold til Italien, og de var samtidigt lige ved hånden til de afsluttende kampe mod de sidste barbarer i Spanien, som fulgte i begyndelsen af 420'erne.
I takt med disse begivenheder fortsatte Constantius sin vej mod stjernerne. I januar 414 blev han for første gang den ene af årets to konsuler, og han fik ærestitlen igen i 417. Samme år indgik han ægteskab med kejserens søster, Galla Placidia. Hun fødte ham datteren Iusta Grata Honoria og derefter sønnen Valentinian i juli 419. I januar 420 blev han konsul for tredje gang, og 8. februar 421 blev han gjort til medkejser af Honorius. Constantius var nu en del af kejserfamilien, med en oplagt tronarving, og fremtiden tegnede lys. Skæbnen ville det imidlertid anderledes, han blev syg, og 2. september 421 døde han.

### Honorius' sidste år
Efter Constantius' død forsøgte Galla Placidia at fastholde familiens fremtrædende stilling ved hoffet i Ravenna. I begyndelsen gik det godt, men det gode forhold til broderen Honorius holdt ikke, og i slutningen af 422 blev hun og børnene landsforvist, og tog til Konstantinopel. Kampen om pladsen som kejserens fortrolige gik straks i gang, men varede ikke længe, for Honorius blev syg og døde 15. august 423.
Efter Honorius' død blev magtkampen intensiveret. Vinderen blev førstenotaren Johannes, der blev kåret som kejser 20. november 423. Han var imidlertid uspiselig for hoffet i Konstantinopel. Der blev sendt en ekspeditionsstyrke til Ravenna, og 23. oktober 424 blev Honorius' fem-årige nevø Valentinian i stedet indsat som kejser.

## Honorius' eftermæle
I sin bog Krigene, fortæller Procopius en historie (som Gibbon ikke troede på) om goternes erobring af Rom i 410:
| Citat | Man fortæller, at kejser Honorius fik meddelelsen fra en af sine eunukker, åbenbart én, der havde med hans fjerkræ at gøre, om at Roma var gået tabt. Kejseren råbte da: "Men den har da lige spist af min hånd". For han havde en meget stor hane ved navn Roma; og eunukken, der forstod hans ord, sagde, at det var byen Rom, der var gået tabt til Alarik, og kejseren drog et lettelsens suk og svarede hurtigt: "Men jeg troede, at det var fjerkræet Roma, der var gået tabt." Så stor, sagde man, var kejserens tåbelighed. | Citat |
|       | |       |

I sin opsummering af Honorius' regeringstid skriver historikeren J. B. Bury:"Hans navn ville være glemt sammen med de mest obskure ihændehavere af kejsertronen, hvis ikke hans regeringsperiode tilfældigvis faldt sammen med den skæbnesvangre tid, hvor det blev afgjort, at Vesteuropa skulle skifte hænder fra romerne til teutonerne." Efter at have gennemgået ulykkerne i de 28 år, konkluderer Bury, at Honorius "selv gjorde han intet af betydning mod de fjender, som hærgede hans rige, men personligt var han ekstraordinært heldig med at besidde tronen til han døde af naturlige årsager, og med at være vidne til ødelæggelsen af en mængde tyranner, der gjorde oprør mod ham."